# Élections municipales de 1833 à Québec
Les élections municipales de 1833 à Québec se sont déroulées le 25 avril 1833.
Il s'agit des premières élections municipales à se tenir dans la ville.

## Contexte
L'Acte pour incorporer la Cité de Québec entre en vigueur le 5 juin 1832. Il crée une « corporation municipale », une entité dont les membres du conseil sont élus. L'acte fixe 10 quartiers qui seront représentés par deux conseillers municipaux.

## Résultats

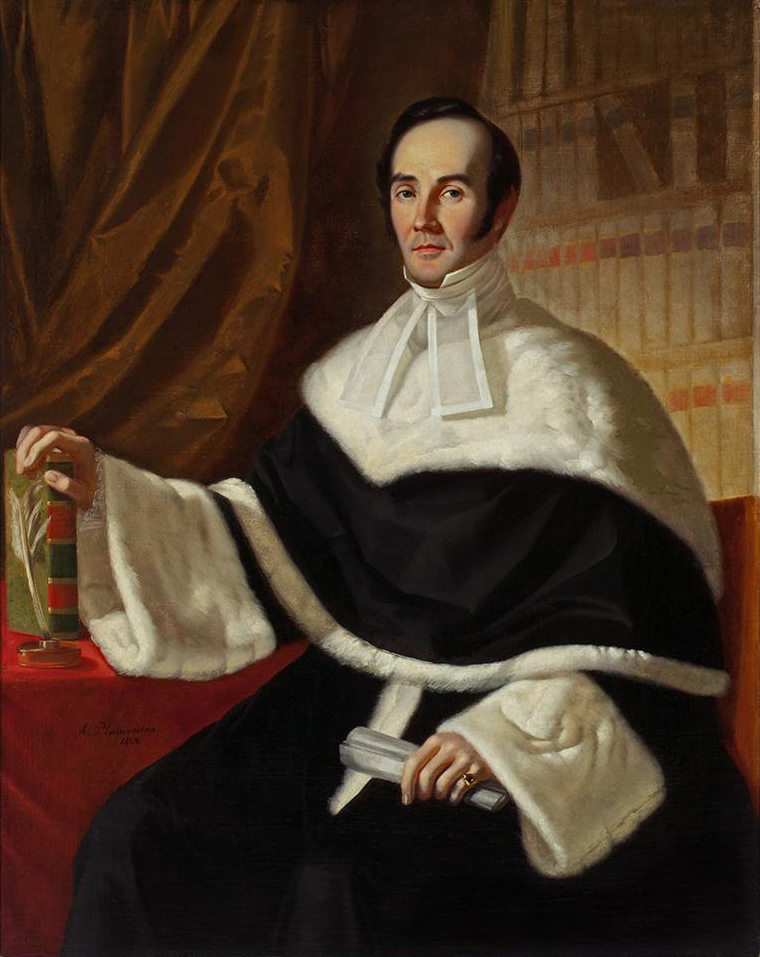
Elzéar Bédard est le premier maire de la ville de Québec, coopté par les conseillers.

### Mairie
Le 1er mai 1833, les conseillers municipaux élus se réunissent pour choisir qui parmi eux deviendra le premier maire de Québec. Elzéar Bédard remporte avec 12 appuis contre 8 pour René-Édouard Caron.

### Districts électoraux

#### Saint-Louis
- 2 élus sans opposition.

| Candidat      | Profession | Voix                | Pourcentage |
| ------------- | ---------- | ------------------- | ----------- |
| Elzéar Bédard | Avocat     | Élu par acclamation | - %         |
| Total         | Total      | -                   | 100 %       |

| Candidat            | Profession | Voix                | Pourcentage |
| ------------------- | ---------- | ------------------- | ----------- |
| John Malcolm Fraser | Encanteur  | Élu par acclamation | - %         |
| Total               | Total      | -                   | 100 %       |

#### Saint-Roch
| Candidat        | Profession       | Voix | Pourcentage |
| --------------- | ---------------- | ---- | ----------- |
| Charles Casault | Maître menuisier | ?    | ? %         |
| ?               | ?                | ?    | ? %         |
| Total           | Total            | 162  | 100 %       |

| Candidat             | Profession       | Voix | Pourcentage |
| -------------------- | ---------------- | ---- | ----------- |
| Pierre Martin Paquet | Maître menuisier | ?    | ? %         |
| ?                    | ?                | ?    | ? %         |
| Total                | Total            | 162  | 100 %       |

#### Saint-Jean
- 2 élus sans opposition.

| Candidat          | Profession        | Voix                | Pourcentage |
| ----------------- | ----------------- | ------------------- | ----------- |
| William Henderson | Agent d'assurance | Élu par acclamation | - %         |
| Total             | Total             | -                   | 100 %       |

| Candidat        | Profession | Voix                | Pourcentage |
| --------------- | ---------- | ------------------- | ----------- |
| Charles Déguise | Avocat     | Élu par acclamation | - %         |
| Total           | Total      | -                   | 100 %       |

#### Saint-Charles
- 2 élus sans opposition.

| Candidat       | Profession | Voix                | Pourcentage |
| -------------- | ---------- | ------------------- | ----------- |
| Colin McCallum | Marchand   | Élu par acclamation | - %         |
| Total          | Total      | -                   | 100 %       |

| Candidat                  | Profession | Voix                | Pourcentage |
| ------------------------- | ---------- | ------------------- | ----------- |
| Louis-Édouard Glackemeyer | Notaire    | Élu par acclamation | - %         |
| Total                     | Total      | -                   | 100 %       |

#### Sainte-Geneviève
- 2 élus sans opposition.

| Candidat       | Profession | Voix                | Pourcentage |
| -------------- | ---------- | ------------------- | ----------- |
| Michel Tessier | Notaire    | Élu par acclamation | - %         |
| Total          | Total      | -                   | 100 %       |

| Candidat            | Profession         | Voix                | Pourcentage |
| ------------------- | ------------------ | ------------------- | ----------- |
| François Robitaille | Constructeur naval | Élu par acclamation | - %         |
| Total               | Total              | -                   | 100 %       |

#### Saint-Laurent
- 2 élus sans opposition.

| Candidat       | Profession | Voix                | Pourcentage |
| -------------- | ---------- | ------------------- | ----------- |
| Ebenezer Baird | Marchand   | Élu par acclamation | - %         |
| Total          | Total      | -                   | 100 %       |

| Candidat       | Profession | Voix                | Pourcentage |
| -------------- | ---------- | ------------------- | ----------- |
| Pierre Dasilva | Marchand   | Élu par acclamation | - %         |
| Total          | Total      | -                   | 100 %       |

#### Palais
- 2 élus sans opposition.

| Candidat           | Profession | Voix                | Pourcentage |
| ------------------ | ---------- | ------------------- | ----------- |
| René-Édouard Caron | Avocat     | Élu par acclamation | - %         |
| Total              | Total      | -                   | 100 %       |

| Candidat      | Profession | Voix                | Pourcentage |
| ------------- | ---------- | ------------------- | ----------- |
| Joseph Légaré | Peintre    | Élu par acclamation | - %         |
| Total         | Total      | -                   | 100 %       |

#### Dorchester
- 2 élus sans opposition.

| Candidat        | Profession | Voix                | Pourcentage |
| --------------- | ---------- | ------------------- | ----------- |
| Jean Tourangeau | Notaire    | Élu par acclamation | - %         |
| Total           | Total      | -                   | 100 %       |

| Candidat          | Profession | Voix                | Pourcentage |
| ----------------- | ---------- | ------------------- | ----------- |
| Joseph Tourangeau | Boulanger  | Élu par acclamation | - %         |
| Total             | Total      | -                   | 100 %       |

#### Carrières
- 2 élus sans opposition.

| Candidat     | Profession | Voix                | Pourcentage |
| ------------ | ---------- | ------------------- | ----------- |
| Joseph Hamel | Arpenteur  | Élu par acclamation | - %         |
| Total        | Total      | -                   | 100 %       |

| Candidat       | Profession | Voix                | Pourcentage |
| -------------- | ---------- | ------------------- | ----------- |
| Joachim Mondor | Marchand   | Élu par acclamation | - %         |
| Total          | Total      | -                   | 100 %       |

#### Séminaire
- 2 élus sans opposition.

| Candidat           | Profession | Voix                | Pourcentage |
| ------------------ | ---------- | ------------------- | ----------- |
| Charles M. De Foye | Notaire    | Élu par acclamation | - %         |
| Total              | Total      | -                   | 100 %       |

| Candidat          | Profession   | Voix                | Pourcentage |
| ----------------- | ------------ | ------------------- | ----------- |
| Joseph Petitclerc | Maître maçon | Élu par acclamation | - %         |
| Total             | Total        | -                   | 100 %       |